# Блендер (Німеччина)
Блендер (нім. Blender) — громада в Німеччині, розташована в землі Нижня Саксонія. Входить до складу району Ферден. Складова частина об'єднання громад Тедінггаузен.
Площа — 38,31 км2. Населення становить 2909 ос. (станом на 31 грудня 2021).

## Галерея

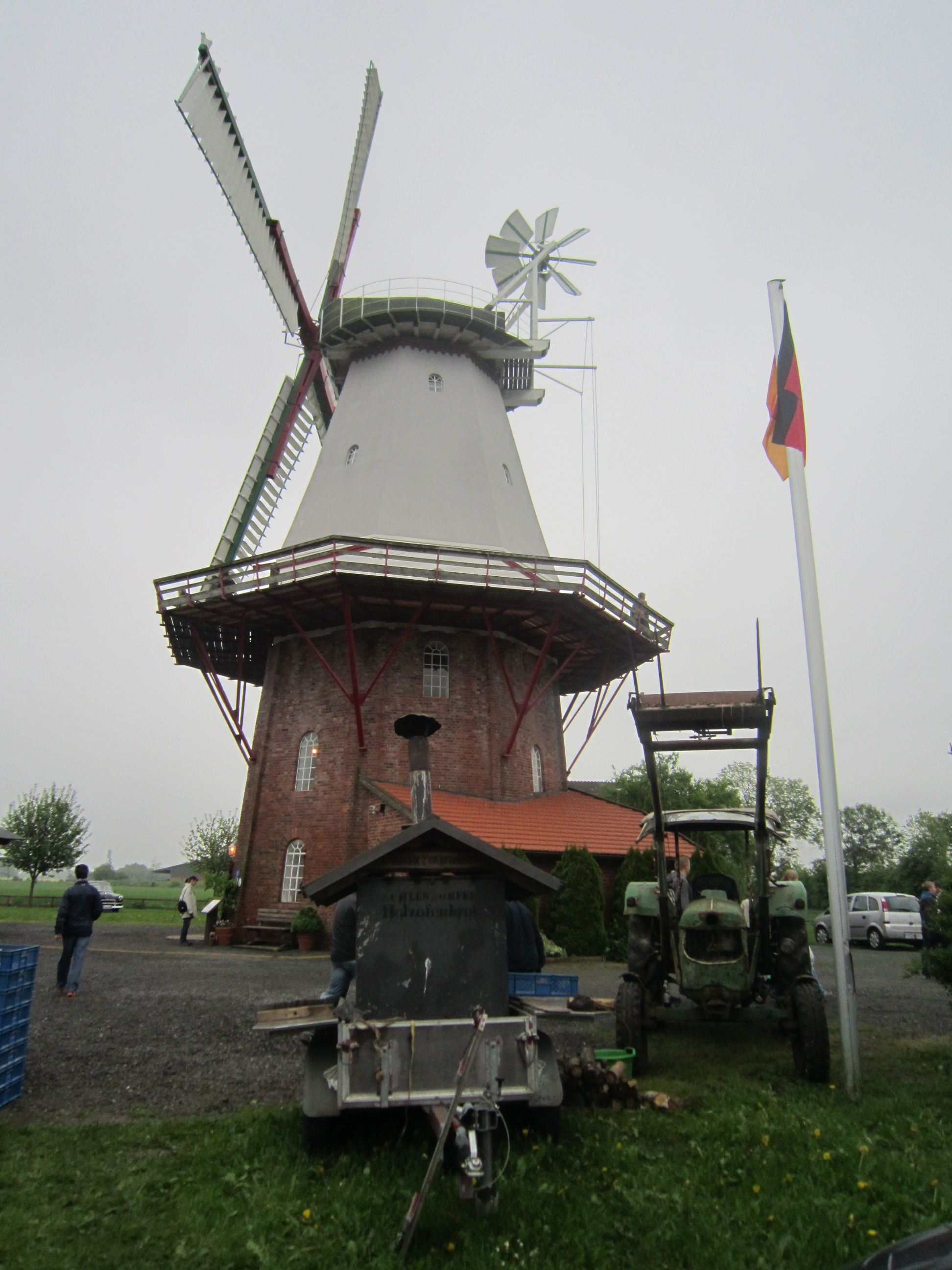
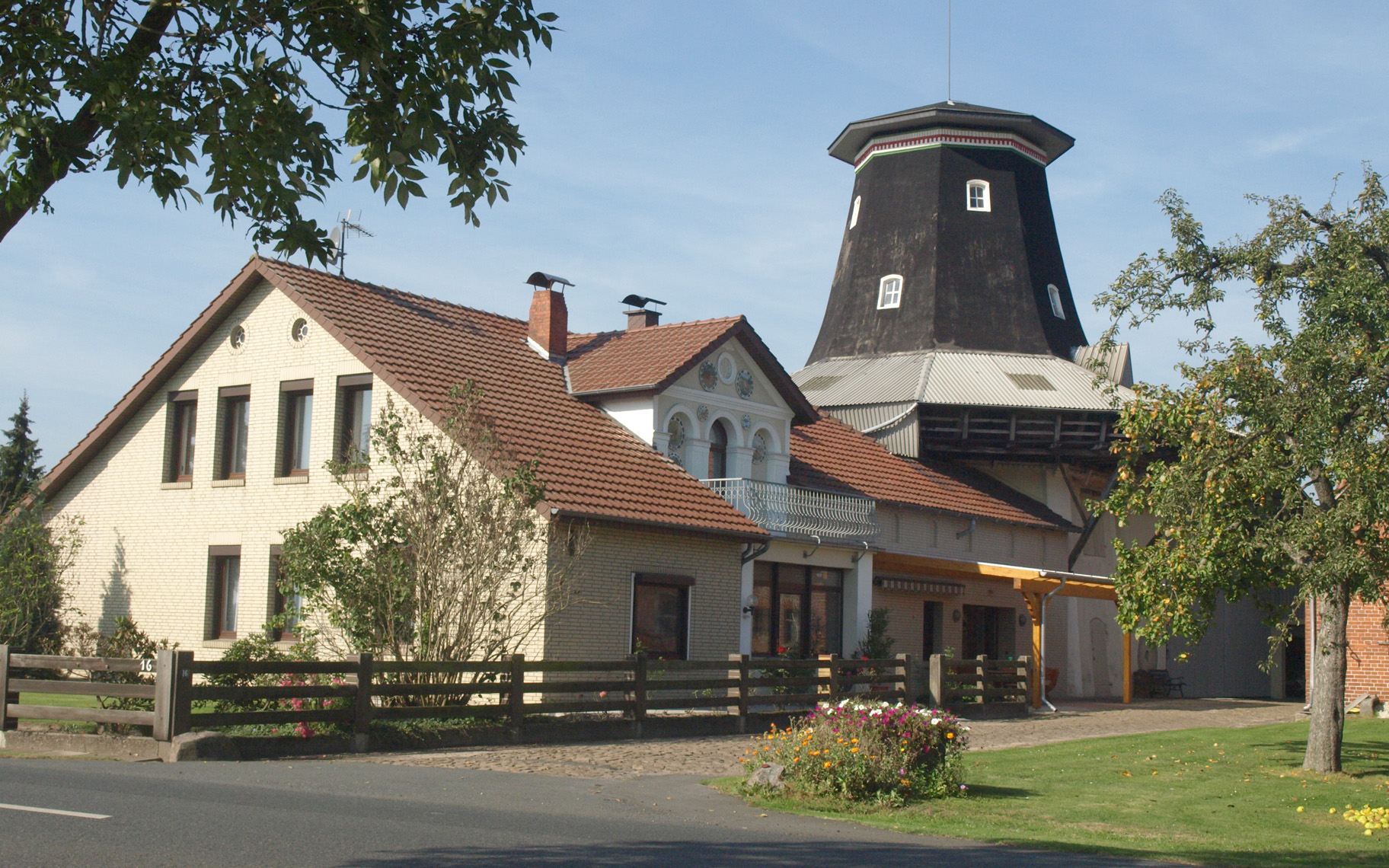
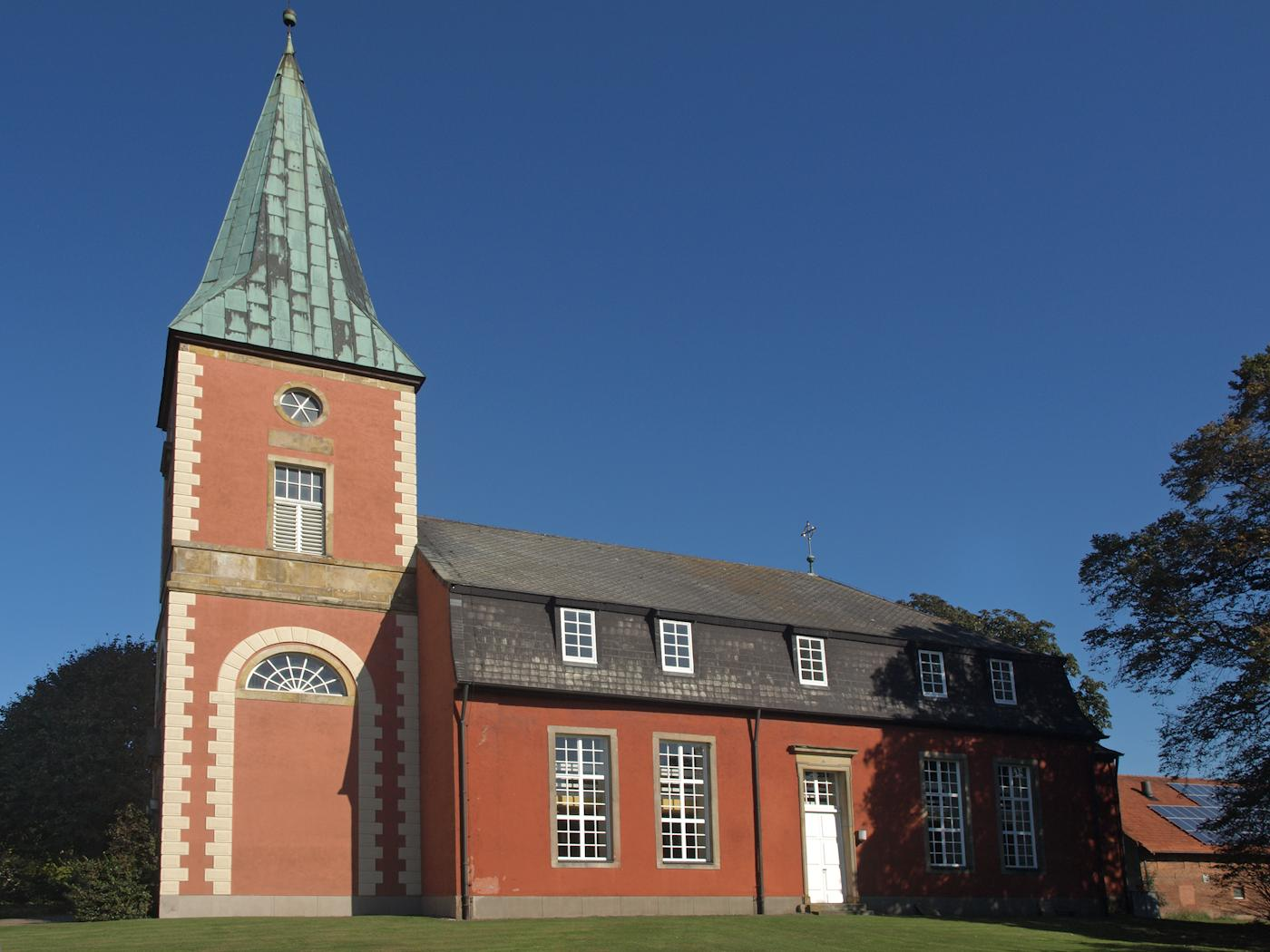